# São Paulo Obras
A São Paulo Obras é uma empresa pública municipal, criada  sob a forma de sociedade simples, pertencente à Prefeitura de São Paulo, sendo vinculada à Secretaria de Infraestrutura Urbana e Obras - SIURB. 